# Stratiomys concinna
Stratiomys concinna – gatunek muchówki z rodziny lwinkowatych.
Gatunek ten opisany został w 1822 roku przez Johanna Wilhelma Meigena.
Muchówka o ciele długości od 12 do 14 mm. Czułki mają nasadowy człon czarny, następny brunatny, a biczyk czerwony. Samce mają głowę czarną z żółtą potylicą, cytrynową listewką zaoczną i czarnym owłosieniem. Samica ma białe owłosienie głowy i większe, żółte plamy na twarzy. Tułów ma barwę czarną i czarne owłosienie. Żółtą tarczkę zdobi u nasady czarna plama. Odwłok jest czarny z żółtymi plamami i żółtym owłosieniem.
Owad palearktyczny. W Europie znany z Francji, Niemiec, Szwajcarii, Austrii, Włoch, Polski, Litwy, Łotwy, Estonii, Czech, Słowacji, Węgier, Ukrainy, Rumunii, Bułgarii i Rosji. Imagines są aktywne od lipca.